# Dictyogenus alpinus
Dictyogenus alpinus är en bäcksländeart som först beskrevs av Pictet, F.J. 1841.  Dictyogenus alpinus ingår i släktet Dictyogenus och familjen rovbäcksländor. Inga underarter finns listade i Catalogue of Life.